# Isle of Man TT 1980
De TT van Man 1980 werd verreden van 31 mei tot 6 juni 1980 op de Snaefell Mountain Course op het eiland Man. Door de Interval-start reed men eigenlijk een tijdrace. 

De wedstrijden eisten vier mensenlevens: 
- Flag Marshal Percy Guest[1] werd door een motorrijder aangereden toen hij Vicarage Road naast de kerk van Braddan wilde afsluiten. Hij overleed aan zijn verwondingen.
- Op de middag van dezelfde dag (31 mei) verongelukte zijspancoureur Marty Ames[2] op Quarterbridge Road in Douglas.
- In dezelfde race verongelukte bakkenist Andrew Holme[3] bij Glentramman.
- Op 6 juni verongelukte Roger Corbett[4] tijdens de Classic TT bij Glen Helen.

## Formula One TT
Toegelaten: tweetaktmotoren van 350 tot 500 cc, viertaktmotoren van 600 tot 1000 cc.
Tijdens de trainingen was de winnaar van 1979, Alex George, bij Ginger Hall zo hard gevallen dat hij niet kon starten. George had toen wel al de snelste trainingstijd gezet. Zijn Heron-Texaco-Suzuki-GB fabrieksracer werd overgenomen door Graeme Crosby. De eerste twee ronden van de Formula One TT ging Graeme McGregor met de 998 cc fabrieks-Honda aan de leiding, maar hij moest langzamer gaan rijden omdat hij voor intermediates gekozen had en in de derde ronde moest hij zelfs opgeven door een gebroken koppelingskabel. Ron Haslam, die als derde getraind had, moest stoppen toen bij de sprong bij Ballaugh Bridge zijn ketting brak. Graeme Crosby (Suzuki RG 500) begon de race rustig aan, vanwege het natte wegdek. Hij klom vanaf het middenveld langzaam naar de kop, maar had zijn aanval te laat ingezet en op de finish kwam hij elf seconden tekort op Mick Grant met zijn 998 cc Honda. Derde werd Sam McClements, een opmerkelijke prestatie, want Sam had in 1975 weliswaar de Senior-race van de Manx Grand Prix gewonnen, maar dat was een amateurrace. In de Isle of Man TT had hij nooit een toptienplaats gescoord. 

### Protest
De tankinhoud van de motorfietsen mocht 24 liter bedragen, terwijl de zware 998 cc Honda dorstiger werd geacht dan de 500 cc Suzuki's. De Honda had echter een 28 litertank. Graeme McGregor had dat probleem opgelost door een vulling in de tank te stoppen (volgens sommige bronnen kleine plastic flacons, volgens andere tennisballen). Graeme Crosby verbaasde zich na de finish dan ook over het feit dat McGregor aan één tankstop genoeg had gehad. Later was hij er samen met Gordon Pantall, de sponsor van Alan Jackson, getuige van dat McGregor met zijn vuisten deuken in zijn tank sloeg om die kleiner te maken. Zowel Crosby als Pantall dienden een protest in tegen McGregor, die er waarschijnlijk rekening mee hield dat zijn "tankvulling" was gaan lekken. Crosby trok zijn protest later weer in, maar Pantall hield vol. De jury stelde hem echter in het ongelijk nadat in overleg met de keurmeester was vastgesteld dat de tank bij de start inderdaad aan de eisen voldeed. 

### Uitslag Formula One TT
| Pos | Coureur            | Merk               | Tijd            | Snelheid        |
| --- | ------------------ | ------------------ | --------------- | --------------- |
| 1   | Mick Grant         | Honda              | 2.08'59"8       | 105,29 mph      |
| 2   | Graeme Crosby      | Suzuki             | 2.09'10"6       | 105,14 mph      |
| 3   | Sam McClements     | Honda              | 2.09'12"6       | 105,12 mph      |
| 4   | Alan Jackson jr.   | Kawasaki           | 2.10'19"8       | 104.21 mph      |
| 5   | Michael Hunt       | Kawasaki           | 2.13'57"6       | 101,39 mph      |
| 6   | Keith Buckley      | Honda              | 2.15'44"8       | 100,06 mph      |
| 7   | Jeff Jones         | Suzuki             | 2.15'52"0       | 99,97 mph       |
| 8   | Stan Woods         | Honda              | 2.16'42"4       | 99,35 mph       |
| 9   | Jim Wells          | Kawasaki           | 2.18'36"0       | 98,00 mph       |
| 10  | Allistair Copeland | Honda              | 2.18'44"2       | 97,90 mph       |
| 11  | Hans-Otto Butenuth | Honda              | 2.19'43"4       | 97,21 mph       |
| 14  | Trevor Nation      | Kawasaki           | 2.20'21"0       | 96,77 mph       |
| 29  | Jeffrey Sayle      | Granby-Yamaha      | 2.27'15"2       | 92,24 mph       |
| 30  | Ray Knight         | Daryn-Honda        | 2.28'04"6       | 91,72 mph       |
| 31  | Frank Rutter       | Chell-Maxton-Honda | 2.28'05"0       | 91,72 mph       |
| DNF | Ron Haslam         | Honda              | kettingbreuk    | kettingbreuk    |
| DNF | Graeme McGregor    | Honda              | koppelingskabel | koppelingskabel |
| DNF | Eddie Roberts      | Ducati             |                 |                 |
| DNF | Tony Rutter        | Ducati             |                 |                 |
| DNF | Bill Smith         | Honda              |                 |                 |

## Senior TT
Toegelaten: alle motoren van 350 tot 500 cc
Ian Richards reed in de Senior TT vijf ronden lang aan de leiding, maar in de laatste ronde viel hij bij Ballacraine stil met een defecte versnellingsbak. Daardoor won Graeme Crosby de race, een pleister op de wonde voor de verloren Formula One TT. Ron Haslam moest ook met een kapotte versnellingsbak opgeven. Steve Cull werd tweede en Steve Ward derde, waardoor er uitsluitend Suzuki RG 500-rijders op het podium stonden. 

### Uitslag Senior TT
| Pos | Coureur            | Merk   | Tijd            | Snelheid        |
| --- | ------------------ | ------ | --------------- | --------------- |
| 1   | Graeme Crosby      | Suzuki | 2.03'52"2       | 109,65 mph      |
| 2   | Steve Cull         | Suzuki | 2.04'45"6       | 108,87 mph      |
| 3   | Steve Ward         | Suzuki | 2.05'05"2       | 108,58 mph      |
| 4   | Stan Woods         | Suzuki | 2.05'12"6       | 108,48 mph      |
| 5   | Tony Rutter        | Yamaha | 2.06'19"0       | 107,53 mph      |
| 6   | Steve Tonkin       | Yamaha | 2.06'22.4       | 107,48 mph      |
| 7   | Derek Randall      | Suzuki | 2.06'31"6       | 107,35 mph      |
| 8   | Chas Mortimer      | Suzuki | 2.06'49"8       | 107,09 mph      |
| 9   | Joey Dunlop        | Yamaha | 2.07'11"2       | 106,79 mph      |
| 10  | Donny Robinson     | Yamaha | 2.07'21"2       | 106,65 mph      |
| 11  | Jeffrey Sayle      | Yamaha | 2.07'34"6       | 106,46 mph      |
| 12  | Bill Smith         | Suzuki | 2.07'57"8       | 106,14 mph      |
| 31  | Ray Knight         | Honda  | 2.25'55"8       | 93,07 mph       |
| DNF | Phil Mellor        | Yamaha |                 |                 |
| DNF | Ron Haslam         | Yamaha | Versnellingsbak | Versnellingsbak |
| DNF | Hans-Otto Butenuth | Yamaha |                 |                 |
| DNF | Charlie Williams   | Yamaha |                 |                 |
| DNF | Ian Richards       | Suzuki | Versnellingsbak | Versnellingsbak |

## Formula Two TT en Formula Three TT
Toegelaten: Formula Two: tweetaktmotoren van 250 tot 350 cc, viertaktmotoren van 400 tot 600 cc. Formula Three: tweetakmotoren van 125 tot 250 cc, viertaktmotoren van 200 tot 400 cc. De motorfietsen moesten gehomologeerd zijn: het moesten normale productiemotoren zijn waarvan er ten minste 1000 waren verkocht.
De Formula Two TT en de Formula Three TT reden tegelijk, waarbij de beide klassen om en om (twee rijders per keer) om de tien seconden werden gestart. Tussen de Formula Two en de Formula Three zat een interval van vijf minuten. De race werd vanwege de weersomstandigheden met twee uur vertraging gestart.
Hoewel er veel Honda's aan de start van de Formula Two TT stonden, sommige tot 596 cc opgeboord, was het een Yamaha RD 350 die met grote voorsprong won. Charlie Williams was precies twee minuten sneller dan Chris Guy en bijna vier minuten sneller dan Malcolm Lucas, die de start van David Mason had overgenomen. Mason was in de Formula One TT gevallen en had zijn elleboog gebroken.
In de Formula Three klasse reed Barry Smith met zijn 250cc-Yamaha twee van de vier ronden aan de leiding, maar toen moest hij een tankstop maken. Daarvan profiteerde Chris Griffiths met zijn veel zuinigere Aermacchi Ala d'Oro 350. Hij had eerst vijftig seconden achterstand, maar na Smith's pitstop zes seconden voorsprong. Toch was Smith te snel voor Griffiths. Hij achterhaalde hem weer snel en won met een ruime voorsprong. Ron Haslam stuurde zijn Honda naar de derde plaats en maakte daardoor zijn pech in de Formula One TT en de Senior TT weer een beetje goed. 

### Protest
Honda diende een protest in na de overwinning van Charlie Williams omdat de Yamaha RD 350 niet gehomologeerd zou zijn omdat er niet genoeg verkocht waren. Dit was echter kansloos: alleen al in het Verenigd Koninkrijk waren er meer dan 1.000 RD 350's verkocht.

### Uitslag Formula Two TT
| Pos | Coureur            | Merk     | Tijd      | Snelheid  |
| --- | ------------------ | -------- | --------- | --------- |
| 1   | Charlie Williams   | Yamaha   | 1.34'04"0 | 96,24 mph |
| 2   | Chris Guy          | Honda    | 1.36'04"0 | 94,26 mph |
| 3   | Malcolm Lucas      | Honda    | 1.37'43"6 | 92,65 mph |
| 4   | Phil Odlin         | Honda    | 1.38'48"6 | 91,64 mph |
| 5   | Peter Davies       | Laverda  | 1.39'19"2 | 91,17 mph |
| 6   | Hans-Otto Butenuth | Honda    | 1.40'25"4 | 90,17 mph |
| 7   | George Fogarty     | Laverda  | 1.40'48"4 | 89,82 mph |
| 8   | Roger Corbett      | Kawasaki | 1.40'58"6 | 89,67 mph |
| 9   | Lennart Båckström  | Laverda  | 1.42'06"6 | 88,68 mph |
| 10  | David Dean         | Yamaha   | 1.42'38"2 | 88,22 mph |
| 14  | Ray Knight         | Laverda  | 1.45'48"2 | 85,58 mph |
| DNF | Frank Rutter       | Honda    |           |           |
| DNF | Bill Smith         | Honda    | Val       |           |

### Uitslag Formula Three TT
| Pos | Coureur         | Merk      | Tijd      | Snelheid  |
| --- | --------------- | --------- | --------- | --------- |
| 1   | Barry Smith     | Yamaha    | 1.38'26"4 | 91,98 mph |
| 2   | Chris Griffiths | Aermacchi | 1.39'02'8 | 91,42 mph |
| 3   | Ron Haslam      | Honda     | 1.40'18"2 | 90,27 mph |
| 4   | Roger Hunter    | Suzuki    | 1.41'41"0 | 89,05 mph |
| 5   | Denis Casement  | Yamaha    | 1.42'24"6 | 88,42 mph |
| 6   | Malcolm Wheeler | Aermacchi | 1.42'51"2 | 88,04 mph |
| 7   | Ron Jones       | Yamaha    | 1.43'04"4 | 87,85 mph |
| 8   | Dave Arnold     | Aermacchi | 1.43'09"9 | 87,78 mph |
| 9   | John Stephens   | Honda     | 1.43'34"6 | 87,42 mph |
| 10  | Mick Poxon      | Honda     | 1.45'13"3 | 86,06 mph |
| 15  | Mick Boddice    | Yamaha    | 1.52'04"2 | 80,00 mph |
| DNF | Neil Tuxworth   | Yamaha    |           |           |

## Junior TT
Toegelaten: alle motoren tot 250 cc.
Na zijn overwinning in de Formula Two TT kwam Charlie Williams op donderdag na de Junior TT voor de tweede keer op het podium. Van de ochtendrace kende hij alle natte en gladde plekken en niemand kon hem bedreigen. Donny Robinson bracht Williams' voorsprong in de laatste ronde terug tot zes seconden, maar begreep ook dat hij een rijder met zoveel ervaring nooit kon verslaan, en toen Williams nog wat meer gas gaf drong Robinson niet meer aan. Uiteindelijk was het verschil tussen hen beiden twaalf seconden. Steve Tonkin reed de nieuwe 250cc-Cotton naar de derde plaats, maar hij was wel de enige van vier Cotton-rijders die de finish haalde. Chas Mortimer had de snelste trainingstijd gereden en was met zijn fabrieks-Kawasaki KR 250 ook de snelste in de race, maar zijn tankstop mislukte volledig. De benzine ging over de tank en over Mortimer zelf heen. Hij herstarte nog wel, maar na een paar kilometer, bij Quarterbridge, hield hij het voor gezien. 

### Uitslag Junior TT
| Pos | Coureur           | Merk          | Tijd      | Snelheid   |
| --- | ----------------- | ------------- | --------- | ---------- |
| 1   | Charlie Williams  | Yamaha        | 1.28'34"8 | 102,22 mph |
| 2   | Donny Robinson    | Yamaha        | 1.28'46"2 | 102,00 mph |
| 3   | Steve Tonkin      | Cotton        | 1.29'06"6 | 101,61 mph |
| 4   | Kenny Blake       | Yamaha        | 1.29'16"8 | 101,42 mph |
| 5   | Ian Richards      | Yamaha        | 1.30'17"0 | 100,29 mph |
| 6   | Bernard Murry     | Yamaha        | 1.30'37"2 | 99,92 mph  |
| 7   | Lennart Båckström | Yamaha        | 1.30'56'6 | 99,57 mph  |
| 8   | Jeffrey Sayle     | Yamaha        | 1.31'21"0 | 99,12 mph  |
| 9   | Derek Chatterton  | Yamaha        | 1.31'34"2 | 98,88 mph  |
| 10  | Richard Swallow   | Yamaha        | 1.31'44"0 | 98,71 mph  |
| 12  | Joey Dunlop       | Yamaha        | 1.31'58"2 | 98,45 mph  |
| 13  | Phil Mellor       | Maxton-Yamaha | 1.32'01"8 | 98,39 mph  |
| 19  | Tony Rutter       | Cotton        | 1.33'15"0 | 97,10 mph  |
| DNF | Chas Mortimer     | Kawasaki      |           |            |
| DNF | Neil Tuxworth     | Yamaha        |           |            |
| DNF | Graeme McGregor   | Cotton        |           |            |
| DNF | Barry Smith       | Yamaha        |           |            |

## Classic TT
Toegelaten: alle motoren tot 1000 cc.
De laatste race van de week, de Classic TT, werd overtuigend gewonnen door Joey Dunlop met een tamelijk tweedehands ogende Rea-Yamaha TZ 750. Mick Grant liet bij de koppelingsstart zijn motor afslaan, maar ook als dat niet was gebeurd had hij Dunlop niet kunnen bedreigen. Dunlop reed een nieuw absoluut ronderecord en moest (doordat hij geen snelvulinstallatie had) 53 seconden tanken, terwijl de tankstop van Grant slechts 12 seconden duurde. Na de tankstops had Dunlop dan ook een achterstand, maar die maakte hij al snel weer goed. Vooral de laatste ronde was spectaculair: Bij Ballacraine leidde Grant nog nipt, maar bij Ballaugh Bridge had Dunlop al 4,2 seconden voorsprong, die hij uiteindelijk tot ruim 20 seconden uitbouwde. Ron Haslam had toen al meer dan 2 minuten achterstand. De andere twee Honda-fabrieksrijders, Jeffrey Sayle en Graeme McGregor, hadden hun machines al vroeg in de race aan de kant gezet. Charlie Williams trad aan met een 350 cc Yamaha, maar die liep al vroeg in de race vast.

### Uitslag Classic TT
| Pos | Coureur            | Merk     | Tijd      | Snelheid   |
| --- | ------------------ | -------- | --------- | ---------- |
| 1   | Joey Dunlop        | Yamaha   | 2.00'29"8 | 112,72 mph |
| 2   | Mick Grant         | Honda    | 2.00'50"2 | 112,40 mph |
| 3   | Ron Haslam         | Honda    | 2.03'02"6 | 220,39 mph |
| 4   | Chas Mortimer      | Suzuki   | 2.04'19"2 | 109,25 mph |
| 5   | Steve Cull         | Suzuki   | 2.05'21"2 | 108,35 mph |
| 6   | Sam McClements     | Honda    | 2.05'30"2 | 108,22 mph |
| 7   | Denis Ireland      | Suzuki   | 2.05'31"0 | 108,21 mph |
| 8   | Donny Robinson     | Yamaha   | 2.07'43"6 | 106,34 mph |
| 9   | Chris Guy          | Honda    | 2.07'53"8 | 106,20 mph |
| 10  | Kenny Harrison     | Yamaha   | 2.07'54"6 | 106,19 mph |
| 11  | Tony Rutter        | Yamaha   | 2.07'59"0 | 106,12 mph |
| 12  | Ian Richards       | Yamaha   | 2.08'07"0 | 106,01 mph |
| 21  | Trevor Nation      | Suzuki   | 2.13'26"2 | 101,79 mph |
| DNF | Jeffrey Sayle      | Yamaha   |           |            |
| DNF | Neil Tuxworth      | Yamaha   |           |            |
| DNF | George Fogarty     | Suzuki   |           |            |
| DNF | Graeme Crosby      | Suzuki   |           |            |
| DNF | Ray Knight         | Honda    |           |            |
| DNF | Phil Mellor        | Yamaha   |           |            |
| DNF | Roger Corbett      | Kawasaki | (†)       | (†)        |
| DNF | Graeme McGregor    | Honda    |           |            |
| DNF | Hans-Otto Butenuth | onbekend |           |            |
| DNF | Stuart Avant       | onbekend |           |            |
| DNF | Charlie Williams   | Yamaha   | Vastloper | Vastloper  |
| DNF | Stan Woods         | onbekend |           |            |
| DNF | Billie Guthrie     | onbekend |           |            |

## Sidecar TT

### Sidecar TT Leg One
De zijspannen reden hun eerste manche van de Sidecar TT op de eerste racedag, 31 mei. In de verwachting dat de natte weg zou opdrogen reden de beste combinaties op slicks, maar de baan bleef nat. De combinatie Jock Taylor/Benga Johansson nam in het begin niet te veel risico (zij hadden in het wereldkampioenschap wegrace al twee podiumplaatsen gescoord) en daardoor konden Trevor Ireson/Clive Pollington een voorsprong van 30 seconden opbouwen. In de slotfase gaf Taylor meer gas en de voorsprong van Ireson werd snel kleiner, maar op de finish had hij toch nog zes seconden over. Dick Greasley/John Parkins werden met een minuut achterstand derde, voor Mick Boddice/Chas Birks. Hun motor had een groot deel van de race op drie cilinders gelopen. Rolf Biland was al vroeg uitgevallen door een defecte benzinepomp terwijl Rolf Steinhausen regelmatig water moest bijvullen door een lekkende waterpomp en slechts 38e werd.

#### Sidecar TT Leg One uitslag
| Pos | Coureur           | Bakkenist        | Merk               | Tijd             | Snelheid         |
| --- | ----------------- | ---------------- | ------------------ | ---------------- | ---------------- |
| 1   | Trevor Ireson     | Clive Pollington | Ireson-Yamaha      | 1.09'12"2        | 98,13 mph        |
| 2   | Jock Taylor       | Benga Johansson  | Yamaha             | 1.09'18"2        | 97,99 mph        |
| 3   | Dick Greasley     | John Parkins     | Yamaha             | 1.10'12"4        | 96,73 mph        |
| 4   | Mick Boddice      | Chas Birks       | Yamaha             | 1.10'59"2        | 95,67 mph        |
| 5   | Nigel Rollason    | Dave Homer       | Barton Phoenix     | 1.12'30"8        | 93,65 mph        |
| 6   | Frank Whrathall   | Derek Fort       | Yamaha             | 1.13'42"2        | 92,14 mph        |
| 7   | Wallace Coates    | Ernie Coates     | Yamaha             | 1.14'17"6        | 91,41 mph        |
| 8   | Mal White         | Phil Spendlove   | Yamaha             | 1.14'52"4        | 90,70 mph        |
| 9   | Michael Burcombe  | Derek Rumble Jr. | Yamaha             | 1.15'32"6        | 89,90 mph        |
| 10  | Frank Illingworth | Ray Crowther     | Yamaha             | 1.15'41"0        | 89,73 mph        |
| 38  | Rolf Steinhausen  | Kenny Arthur     | Bartol             | 1.27'23"4        | 77,71 mph        |
| DNF | Rolf Biland       | Kurt Waltisperg  | Krauser-LCR-Yamaha | Benzinepomp      | Benzinepomp      |
| DNF | Dennis Bingham    | Julia Bingham    | Yamaha             |                  |                  |
| DNF | Roy Hanks         | Vince Biggs      | Yamaha             |                  |                  |
| DNF | Dave Saville      | Simon Birchall   | Sabre-Yamaha       |                  |                  |
| DNF | Marty Ames        | William Innocent | Yamaha             | Marty Ames (†)   | Marty Ames (†)   |
| DNF | Peter Williams    | Andrew Holme     | Yamaha             | Andrew Holme (†) | Andrew Holme (†) |

### Sidecar TT Leg Two
De tweede manche van de Sidecar TT op woensdag 2 juni startte zonder Rolf Steinhausen/Kenny Arthur. Zij waren al naar huis gereisd na het teleurstellende resultaat in de eerste manche en vermeden zo de drukte op de veerboten aan het einde van de raceweek. Het circuit was nu droog, waardoor de snelheden veel hoger lagen. Jock Taylor verbrak al in de openingsronde het ronderecord en de tweede ronde legde hij nog sneller af. Trevor Ireson lag de hele race op de tweede plaats en de voorsprong van Taylor was groot genoeg om zelfs nog een 30 seconden lange noodreparatie (loszittende radiateur) uit te voeren. In de laatste ronde moest Taylor de handbediening van zijn benzinepomp gebruiken om de laatste 8 mijl vanaf de Verandah af te leggen, maar hij wist toch te winnen, voor Ireson en Nigel Rollason/Dave Homer. 

#### Sidecar TT Leg Two uitslag
| Pos | Coureur          | Bakkenist        | Merk           | Tijd       | Snelheid   |
| --- | ---------------- | ---------------- | -------------- | ---------- | ---------- |
| 1   | Jock Taylor      | Benga Johansson  | Yamaha         | 1.05'34"8  | 103,19 mph |
| 2   | Trevor Ireson    | Clive Pollington | Yamaha         | 1.06'09"8  | 102,64 mph |
| 3   | Nigel Rollason   | Dave Homer       | Barton Phoenix | 1.06'41"8  | 101,82 mph |
| 4   | Mick Boddice     | Chas Birks       | Yamaha         | 1.07'02"8  | 101,29 mph |
| 5   | Lowry Burton     | Martin Murphy    | Yamaha         | 1.08'05"0  | 99,75 mph  |
| 6   | Wallace Coates   | Ernie Coates     | Yamaha         | 1.08'13"0  | 99,55 mph  |
| 7   | Steve Sinnot     | Nick Walker      | Yamaha         | 1.09'39"2  | 97,50 mph  |
| 8   | Dave Hallam      | John Havercroft  | Yamaha         | 1.10'04"0  | 96,92 mph  |
| 9   | Dennis Bingham   | Julia Bingham    | Yamaha         | 1.10'26"6  | 96,40 mph  |
| 10  | Dennis Keen      | Allan Symons     | Yamaha         | 1.10'42"8  | 96,04 mph  |
| 16  | Dave Saville     | Simon Birchall   | Sabre-Yamaha   | 1.14'38"4  | 90,98 mph  |
| DNF | Dick Greasley    | John Parkins     | Yamaha         |            |            |
| DNF | Roy Hanks        | Vince Biggs      | Yamaha         |            |            |
| DNF | Rolf Steinhausen | Kenny Arthur     | Bartol         |            |            |
| DNS | Rolf Steinhausen | Kenny Arthur     | Bartol         | Vertrokken | Vertrokken |

## Trivia
- Bill Smith was vanaf 1957 niet minder dan 68 keer gestart in de Isle of Man TT en nog nooit gevallen. Dat vertelde hij voor aanvang van de Formula Two TT trots in een interview. In de Formula Two race vond maar één serieuze valpartij plaats, die van Bill Smith.
- Het start- en prijzengeld bij de Isle of Man TT was het hoogste van heel Europa. Ook voor elke ronde aan de leiding kregen coureurs geld. Graeme Crosby kreeg voor zijn overwinning in de Senior TT 2600 pond, maar Ian Richards, die de finish niet haalde maar wel vijf ronden geleid had, kreeg zelfs 2800 pond. Joey Dunlop ontving 8000 pond voor zijn overwinning in de Classic TT en zelfs tweede man Mick Grant kreeg nog 6600 pond.
- Joey Dunlop had aangegeven dat de TT van 1980 zijn laatste race zou zijn zwager Merv Robinson tijdens de North West 200 verongelukt was. Hij kwam daarop terug: Dit was zijn tweede overwinning in de TT van Man en er zouden er nog 24 volgen.

1907 · 1908 · 1909 · 1910 · 1911 · 1912 · 1913 · 1914 · Eerste Wereldoorlog · 1920 · 1921 · 1922 · 1923 · 1924 · 1925 · 1926 · 1927 · 1928 · 1929 · 1930 · 1931 · 1932 · 1933 · 1934 · 1935 · 1936 · 1937 · 1938 · 1939 · Tweede Wereldoorlog · 1947 · 1948 · 1949 · 1950 ·1951 · 1952 · 1953 · 1954 · 1955 · 1956 · 1957 · 1958 · 1959 · 1960 · 1961 · 1962 · 1963 · 1964 · 1965 · 1966 · 1967 · 1968 · 1969 · 1970 · 1971 · 1972 · 1973 · 1974 · 1975 · 1976 · 1977 · 1978 · 1979 · 1980 · 1981 · 1982 · 1983 · 1984 · 1985 · 1986 · 1987 · 1988 · 1989 · 1990 · 1991 · 1992 · 1993 · 1994 · 1995 · 1996 · 1997 · 1998 · 1999 · 2000 · 2002 · 2003 · 2004 · 2005 · 2006 · 2007 · 2008 · 2009 · 2010 · 2011 · 2012 · 2013 · 2014